# 井戸文四郎

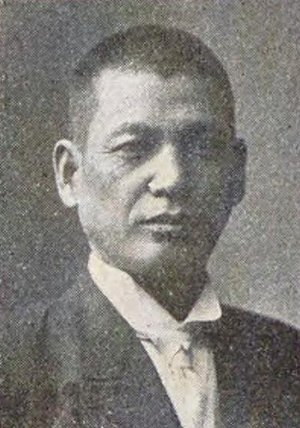
井戸文四郎

井戸 文四郎（いど ぶんしろう、明治元年7月11日（1868年8月28日） - 昭和9年（1934年）3月14日）は、日本の衆議院議員（憲政会）、弁護士。

## 経歴
讃岐国（香川県）高松の村上家に生まれ、井戸利平の養子となった。1890年（明治23年）、明治法律学校（現在の明治大学）を卒業して、弁護士を開業した。高松市会議員、同議長、香川県会議員に選出された。
1917年（大正6年）、第13回衆議院議員総選挙に出馬し、当選を果たした。
その他に高松木材株式会社社長、高松電灯株式会社監査役を務めた。